# Saint-Genest-Malifaux
Saint-Genest-Malifaux è un comune francese di 3 025 abitanti situato nel dipartimento della Loira della regione dell'Alvernia-Rodano-Alpi.

## Società

### Evoluzione demografica
Abitanti censiti